# Танзания на Олимпийских играх
Танзания дебютировала на Олимпийских играх в 1964 году и с тех пор не пропустила ни одной летней Олимпиады, за исключением бойкотированных Игр в Монреале в 1976 году. На Играх 1964 года спортсмены Танзании представляли государство Танганьика, которое ещё не было объединено с Занзибаром. В зимних Олимпиадах сборная Танзании участия не принимала. Всего представители Танзании на Олимпийских играх завоевали две серебряные медали. Обе медали были завоёваны на Московской Олимпиаде в 1980 году в соревнованиях по лёгкой атлетике .
Национальный Олимпийский комитет Танзании образован в 1968 году, и признан МОК в том же году.

## Медалисты
| Медаль  | Спортсмен       | Игры        | Вид спорта      | Дисциплина              |
| ------- | --------------- | ----------- | --------------- | ----------------------- |
| Серебро | Филберт Бэйи    | 1980 Москва | Лёгкая атлетика | 3000 м, с препятствиями |
| Серебро | Сулейман Нямбуи | 1980 Москва | Лёгкая атлетика | 5000 м                  |

## Медальный зачёт
| Игры        | Золото | Серебро | Бронза | Всего |
| ----------- | ------ | ------- | ------ | ----- |
| 1980 Москва | 0      | 2       | 0      | 2     |
| Итого       | 0      | 2       | 0      | 2     |